# Forster-Entensturmvogel
Der Forster-Entensturmvogel  (Pachyptila vittata), auch Große Entensturmvogel oder Breitschnabel-Walvogel genannt, ist eine monotypische Art der Familie der Sturmvögel (Procellariidae), der sein Verbreitungsgebiet im südlichen Atlantik, südlichen Pazifik sowie dem südlichen Indischen Ozean hat. Verwechslungsmöglichkeiten bestehen mit anderen Arten der Walvögel sowie dem Blausturmvogel.
Die IUCN stuft den Forster-Entensturmvogel als ungefährdet (least concern) ein. Der Bestand wird auf 15 Millionen geschlechtsreife Individuen geschätzt.

## Erscheinungsbild
Ausgewachsen erreichen die Großen Entensturmvögel eine Körperlänge von etwa 29 Zentimeter und wiegen dann zwischen 150 und 225 Gramm. Die Flügellänge beträgt 18,1 bis 22,5 Zentimeter und die Flügelspannweite 57 bis 66 Zentimeter.
Die Geschlechter sind identisch gefiedert. Die Vögel sind generell mausgrau und haben ein dunkleres „M“, das quer über beide Flügel geht. Die Körperunterseite ist weißbraun. Der Schnabel ist auffällig breit. Mit seinen kammartigen Platten ist er besonders an das Fischen von Plankton angepasst. Ähnlich wie die Buntfuß-Sturmschwalbe haben sie einen Nahrungsflug, bei dem sie mit den Füßen immer wieder die Wasseroberfläche berühren, während sie gleichzeitig ihren Schnabel zum Fang von Nahrung durch das Wasser schieben. Der Flug ist langsamer und weniger erratisch als der anderer Walvögel. Der Große Entensturmvogel gleitet außerdem häufiger in der Luft als dies bei den anderen Vertretern dieser Gattung zu beobachten ist.

## Verbreitung
Der Forster-Entensturmvogel brütet auf subantarktischen Inseln vor allem südlich von Neuseeland. Brutplätze befinden sich unter anderem an den Küsten der Foveauxstraße, auf kleinen Inseln in der Region der Stewart Island, auf den Snaresinseln und den Chatham-Inseln. Außerhalb der Fortpflanzungszeit hält er sich über den Ozeanen südlich des 30. südlichen Breitengrads auf sowie an der West und Südküste Australiens und vor Südafrika.

## Lebensweise
Forster-Entensturmvögel sind auf hoher See meist in Schwärmen zu beobachten. Sie fressen während des Sommerhalbjahrs im Wesentlichen Krustentiere und kleine Kopffüßer während des Winterhalbjahrs.
Sie nisten an Hängen oder zwischen Steinen in selbstgegrabenen Bauen. Diese sind gewöhnlich 1,2 Meter lang. Die eigentliche Nistmulde ist mit Blättern, Gras oder Zweigen ausgelegt. Die Fortpflanzungszeit fällt meist in den Zeitraum August bis September. Das Gelege besteht vorwiegend nur aus einem einzigen, weißschaligen Ei. Die Brutzeit beträgt etwa fünfzig Tage und die Zeit, bis die Jungvögel flügge sind, ist ähnlich lang. Beide Elternvögel sind gleichermaßen an der Brut und der Aufzucht des Jungvogels beteiligt. Sie ziehen nur ein Gelege pro Jahr groß. Zu den Prädatoren zählen auf einigen Brutinseln in der Nähe Neuseelands die Wekaralle sowie eingeführte Katzen und Ratten. Auf Tristan da Cunha hat die Nachstellung durch diese Prädatoren zu einem starken Rückgang der Brutvögel geführt. Dagegen sind Große Entensturmvögel auf der prädatorenfreien Gough-Insel noch zahlreich.

## Belege

### Einzelbelege
1. ↑  Shirihai, S. 173.
2. ↑   BirdLife Factsheet zum Großen Entensturmvogel, aufgerufen am 12. Dezember 2010
3. 1 2  Shirihai, S. 174.